# أس أم-70
أس أم-70 ( Splittermine Modell 1970 ) لغما مضادًا للأفراد في ألمانيا الشرقية تم تطويره خصيصًا لمكافحة الهاربين من الجمهورية ( الانشقاق ) عبر الحدود الألمانية الداخلية ( Grenze ) إلى ألمانيا الغربية.  

## التصميم
تم تجهيز اللغم لأول مرة في عام 1970، على شكل مخروطي، وتم تنشيطه بسلك التوصيل ، وتثبيتها على أعمدة خرسانية على طول السياج المعدني المصنوع من الصلب. في بعض الحالات، كان مثبت مباشرة على السياج نفسه. كان موجها بالتوازي مع خط السور، ويهدف إلى قتل أو شل أي شخص يحاول تسلق أو قطع السياج.

## مايكل غارتنشلر

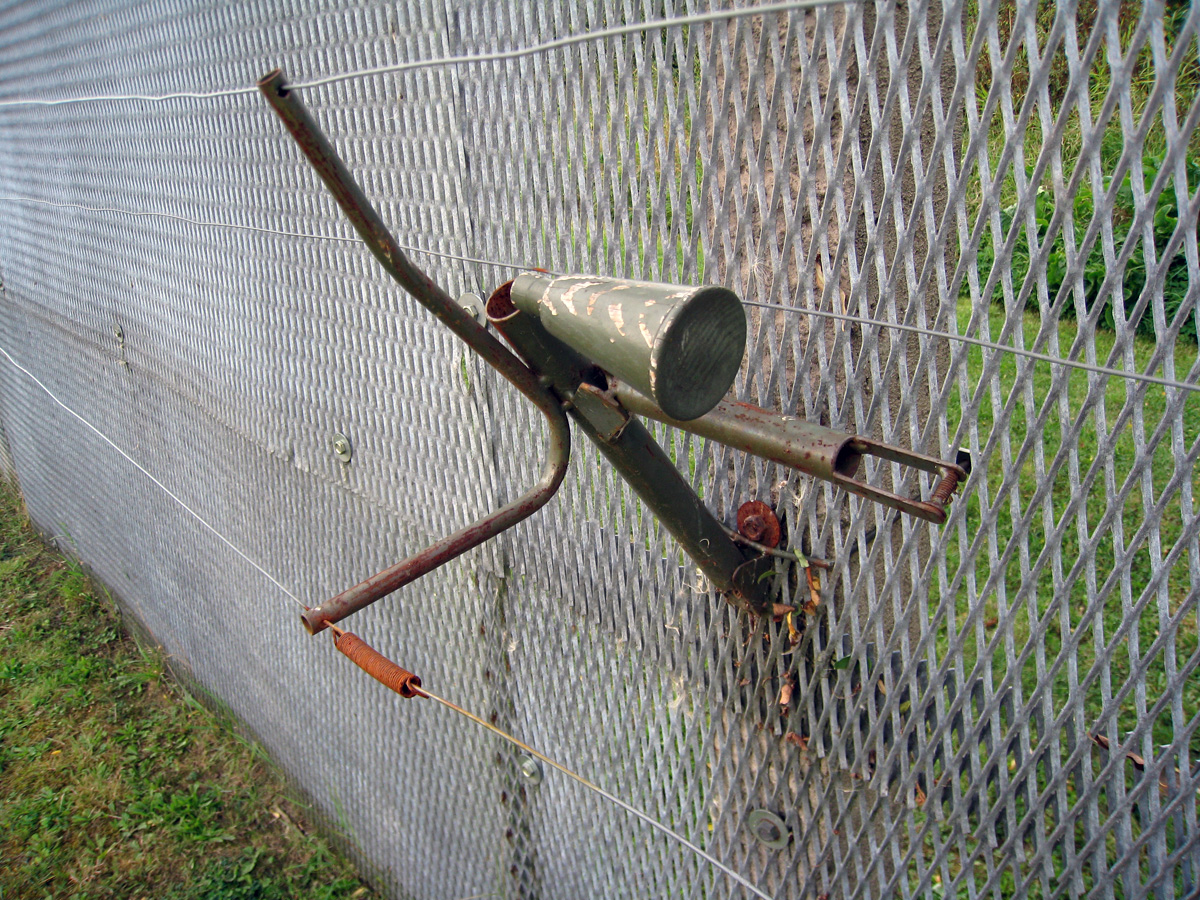
نسخة SM-70 في Grenzhus Schlagsdorf